# Abraxas gemma
Abraxas gemma – rodzaj amuletu, na którym wyryte było słowo abraxas. Słowo to powtarzało się przy symbolach kultu w niektórych sektach gnostyckich. Odnajdywano je przy symbolu człowieka z głową koguta, który był wyobrażeniem światła i węża – symbolu odradzania się.
Symbole te znane już były w okresie starożytności. Odnajdywane były przy wykopaliskach w Egipcie, w Syrii,  w Hiszpanii